# Tam đầu chế
Tam đầu chế (tiếng Anh: triumvirate, tiếng Latinh: triumvirātus), còn dịch là chế độ tam hùng, là chính thể do một ban lãnh đạo gồm ba người đứng đầu. Về mặt ý nghĩa cả ba vị này đều bình đẳng, tuy nhiên trong thực tế hiếm khi có điều đó. Thuật ngữ này cũng dùng để mô tả một nhà nước có ba vị lãnh tụ quân sự nhưng vị nào cũng tuyên xưng là nhà lãnh đạo duy nhất.

## Cộng hòa Nhân dân Trung Hoa
Mao Trạch Đông, Chu Ân Lai và Lưu Thiếu Kỳ là ba nhân vật có đóng góp lớn nhất cho công cuộc lập quốc của Cộng hòa Nhân dân Trung Hoa. Họ được coi là ba thành viên có ảnh hưởng nhất thuộc thế hệ đầu tiên của các nhà lãnh đạo cộng sản Trung Quốc. Mao và Chu qua đời năm 1976 khi đang giữ chức vụ cao nhất trong đảng và trong các cơ quan nhà nước: Chủ tịch Ủy ban Trung ương Đảng Cộng sản Trung Quốc (Mao), Thủ tướng Quốc vụ viện (Chu). Lưu là Ủy viên trưởng Ủy ban Thường vụ Đại hội Đại biểu Nhân dân Toàn quốc và Chủ tịch nước Cộng hòa Nhân dân Trung Hoa, trên danh nghĩa là nguyên thủ quốc gia, cho đến năm 1968 thì bị hạ bệ trong Đại Cách mạng Văn hóa vô sản. Lưu qua đời vào cuối năm 1969 trong sự ngược đãi.

## Liên Xô
Trong ngữ cảnh nói về Liên Xô, ba người đứng đầu thường được gọi là troika.
- Tháng 5 năm 1922 - tháng 4 năm 1925: khi Vladimir Lenin bị đột quỵ lần đầu vào tháng 5 năm 1922, giới chức cộng sản lập ra một troika để thay quyền lãnh đạo, mặc dù không lâu sau đó Lenin đã trở lại nắm quyền từ ngày 2 tháng 10 năm 1922 cho đến khi bị cơn đột quỵ nghiêm trọng vào ngày 9 tháng 3 năm 1923 chấm dứt sự nghiệp chính trị. Troika bao gồm Lev Kamenev, Joseph Stalin và Grigory Zinoviev. Troika giải tán vào tháng 4 năm 1925 khi Kamenev và Zinoviev cảm thấy họ thuộc thiểu số tin rằng chỉ có thể đạt được chủ nghĩa xã hội trên phạm vi quốc tế. Đầu năm 1926, Zinoviev và Kamenev đã gia nhập lực lượng đối lập cánh tả của Leon Trotsky.[2] Rốt cuộc, Kamenev, Zinoviev và Trotsky đều bị thanh trừng theo lệnh của Stalin.
- 13 tháng 3 - 26 tháng 6 năm 1953: sau khi Joseph Stalin qua đời vào tháng 3 năm 1953, quyền lực được phân chia giữa Lavrenty Beria, Georgy Malenkov và Vyacheslav Molotov.
- 14 tháng 10 năm 1964 - 16 tháng 6 năm 1977: sau khi Nikita Khrushchev bị phế truất vào tháng 10 năm 1964, Liên Xô đã trải qua một thời kỳ nằm dưới sự lãnh đạo của tập thể. Ban đầu quyền lực chia ba giữa Thủ tướng Alexei Kosygin, Tổng bí thư Leonid Brezhnev và Chủ tịch đoàn Xô viết Tối cao Anastas Mikoyan. Nikolai Podgorny thay thế Mikoyan vào năm 1965.